# Các biến thể của SARS-CoV-2
Virus corona gây Hội chứng hô hấp cấp tính nặng 2 (SARS-CoV-2),  loại virus gây bệnh coronavirus 2019 (COVID-19), có một số biến chủng (hay biến thể) đáng chú ý được cho là có tầm quan trọng đặc biệt.

## Danh pháp
| Dòng PANGO (danh pháp đề xuất của Nature) | Ghi chú cho dòng PANGO (Alm et al.)   | Nhánh Nextstrain, 2021 | Nhánh GISAID | Biến thể đáng chú ý                               |
| ----------------------------------------- | ------------------------------------- | ---------------------- | ------------ | ------------------------------------------------- |
| A.1–A.6                                   |                                       | 19B                    | S            | gồm "trình tự tham chiếu" WIV04/2019              |
| B.3–B.7, B.9, B.10, B.13–B.16             |                                       | 19A                    | L            |                                                   |
| B.3–B.7, B.9, B.10, B.13–B.16             | O                                     | 19A                    |              |                                                   |
| B.2                                       |                                       | 19A                    | V            |                                                   |
| B.1                                       | B.1.5–B.1.72                          | 20A                    | G            | Dòng B.1 trong hệ thống danh pháp dòng PANGO      |
| B.1                                       | B.1.9, B.1.13, B.1.22, B.1.26, B.1.37 | 20A                    | GH           |                                                   |
| B.1                                       | B.1.3–B.1.66                          | 20C                    | GH           | Gồm CAL.20C                                       |
| B.1                                       | B.1.3–B.1.66                          | 20G                    | GH           | Chủ yếu ở Hoa Kỳ, tháng 1.2021                    |
| B.1                                       | B.1.3–B.1.66                          | 20H                    | GH           | Gồm B.1.351 hay 20H/501Y.V2 hoặc 501.V2           |
| B.1                                       | B.1.1                                 | 20B                    | GR           | Gồm B.1.1.207                                     |
| B.1                                       | B.1.1                                 | 20D                    | GR           | Gồm P.1 and P.2                                   |
| B.1                                       | B.1.1                                 | 20F                    | GR           |                                                   |
| B.1                                       | B.1.1                                 | 20I                    | GR           | Gồm dòng B.1.1.7 aka VOC-202012/01 or 20I/501Y.V1 |
| B.1                                       | B.1.177                               | 20E (EU1)              | GV           | Có nguồn gốc từ 20A                               |

Không có danh pháp nào cho dòng dõi tiến hóa của SARS-CoV-2 được chấp nhận rộng rãi, nhưng kể từ tháng 1 năm 2021, Tổ chức Y tế Thế giới đang nghiên cứu "danh pháp chuẩn cho các biến thể SARS-CoV-2 mà không cần tham chiếu đến vị trí địa lý".
Trong khi có hàng nghìn biến chủng của SARS-CoV-2, Cũng có nhiều nhóm lớn hơn được gọi là nhánh.  Một số danh pháp khác nhau cho SARS-CoV-2 đã được đề xuất.
- Kể từ tháng 12 năm 2020, GISAID gọi SARS-CoV-2 là hCoV-19[10]—xác định bảy nhánh (O, S, L, V, G, GH, và GR).[11]
- Cũng từ tháng 12 năm 2020, Nextstrain xác định được năm nhánh (19A, 19B, 20A, 20B, và 20C).[12]
- Trong một bài báo trên tạp chí  International Journal of Infectious Diseases , Guan và các cộng sự khác đã xác định năm nhánh trên toàn cầu (G614, S84, V251, I378 và D392).[13]
- Rambaut và các cộng sự đã đề xuất thuật ngữ "dòng dõi" trong một bài báo năm 2020 trên tạp chí Nature Microbiology; kể từ tháng 12 năm 2020, đã có năm dòng chính (A, B, B.1, B.1.1, và B.1.777) được xác định.[14]

## Các biến chủng đáng chú ý cụ thể

### Các biến chủng liên quan đến đột biến N501Y
Đột biến N501Y biểu thị sự thay đổi từ asparagine (N) thành tyrosine (Y) ở vị trí amino-acid 501, được cho là làm tăng khả năng liên kết của virus với tế bào người.

#### 501.V2
Biến chủng 501.V2, hay đơn giản là 501.V2, lần đầu tiên được phát hiện ở Nam Phi và được sở y tế của quốc gia này báo cáo vào ngày 18 tháng 12 năm 2020. Các nhà nghiên cứu và các quan chức báo cáo rằng tỷ lệ phổ biến của biến chủng này cao hơn ở những người trẻ tuổi không có tình trạng sức khỏe cơ bản và so với các biến thể khác, nó thường xuyên dẫn đến bệnh tật nghiêm trọng hơn trong những trường hợp đó. Bộ y tế Nam Phi cũng chỉ ra rằng biến chủng này có thể đang thúc đẩy làn sóng thứ hai của đại dịch COVID-19 tại quốc gia này do biến thể này lây lan với tốc độ nhanh hơn so với các biến thể trước đó.
Các nhà khoa học lưu ý rằng biến thể chứa một số đột biến cho phép nó gắn vào tế bào người dễ dàng hơn vì ba đột biến sau đây trong vùng liên kết thụ thể (RBD) trong glycoprotein tăng đột biến của virus: N501Y, K417N, và E484K. Đột biến N501Y cũng đã được phát hiện ở Vương quốc Anh.

#### Dòng B.1.1.7
Biến chủng VOC-202012/01 (Variant of Concern 202012/01), trước đây được gọi là Biến thể đầu tiên được Điều tra vào tháng 12 năm 2020 (Variant Under Investigation in December 2020, VUI – 202012/01) và cũng như dòng B.1.1.7, lần đầu tiên được phát hiện vào tháng 10 năm 2020 trong thời gian đại dịch COVID-19 tại Vương quốc Anh từ một mẫu được lấy vào tháng trước. Kể từ đó, tỷ lệ phổ biến của nó đã tăng gấp đôi cứ sau 6,5 ngày, khoảng thời gian thế hệ ước tính. Nó tương quan với sự gia tăng đáng kể tỷ lệ Nhiễm COVID-19 ở Vương quốc Anh.  Sự gia tăng này được cho rằng ít nhất là một phần do sự thay đổi N501Y bên trong gai glycoprotein tăng đột biến của miền liên kết thụ thể, cần thiết để liên kết với ACE2 trong tế bào người

### Cluster 5
Cluster 5, Còn được gọi là ΔFVI-spike bởi Viện huyết thanh liên bang Danish (SSI), được phát hiện ở Bắc Jutlvà, Đan Mạch, và được cho là đã lây lan từ chồn sang người  thông qua trang trại chồn.  Vào ngày 4 tháng 11 năm 2020, đã có thông báo rằng dân số chồn ở Đan Mạch sẽ được tiêu hủy để ngăn chặn khả năng lây lan của đột biến này và giảm nguy cơ xảy ra các đột biến mới.  Một lệnh cấm đi lại và hạn chế đi lại đã được đưa ra ở bảy thành phố tự trị của Bắc Jutlvà để ngăn chặn sự lây lan của đột biến, điều này có thể làm ảnh hưởng  đến tình hình quốc gia hoặc các phản ứng quốc tế đối với đại dịch COVID-19 tại nước này.
Tổ chức Y tế Thế giới (WHO) đã tuyên bố rằng Cluster 5 có "độ nhạy giảm vừa phải đối với các kháng thể trung hòa". SSI cảnh báo rằng đột biến có thể làm giảm tác dụng của vắc-xin COVID-19 đang được phát triển, mặc dù nó không có khả năng khiến chúng trở nên vô dụng.  Sau khi được lệnh đóng cửa và thử nghiệm hàng loạt, SSI đã thông báo vào ngày 19 tháng 11 năm 2020 rằng cluster 5 trong tất cả các xác suất đã bị tuyệt chủng.